# آسولا، لمباردی
آسولا، لمباردی (به ایتالیایی: Asola, Lombardy) یک کومونه در ایتالیا است که در استان منتووا واقع شده‌است.

## خصوصیات
آسولا ۷۳ کیلومترمربع مساحت و ۱۰٬۰۵۶ نفر جمعیت دارد و ۴۲ متر بالاتر از سطح دریا واقع شده‌است.

## خواهرخوانده
شهر لاینگارتن آلمان خواهرخواندهٔ آسولا، لمباردی هست.